# Laxta granicollis
Laxta granicollis es una especie de cucaracha del género Laxta, familia Blaberidae, orden Blattodea.

## Distribución
Se distribuye por Oceanía: Australia.

## Taxonomía
Fue descrita por Saussure en 1862 y publicada en Saussure. 1862. Rev. Mag. Zool. 2(14).